# 2013-as GP2 maláj nagydíj
A 2013-as GP2 maláj nagydíj volt a 2013-as GP2-szezon első versenye, amelyet 2013. március 22. és március 24. között rendeztek meg a malajziai Sepang International Circuiten, Kuala Lumpurban, a 2013-as Formula–1 maláj nagydíj betétfutamaként.
Az első helyet a kvalifikáción Stefano Coletti szerezte meg, de a főversenyt Fabio Leimer nyerte meg.

## Időmérő
| Helyezés | Rajtszám | Versenyző           | Csapat               | Idő      | Rajthely |
| -------- | -------- | ------------------- | -------------------- | -------- | -------- |
| 1        | 18       | Stefano Coletti     | Rapax                | 1:44,280 | 1        |
| 2        | 3        | James Calado        | ART Grand Prix       | 1:44,284 | 2        |
| 3        | 9        | Felipe Nasr         | Carlin               | 1:44,288 | 3        |
| 4        | 8        | Fabio Leimer        | Racing Engineering   | 1:44,463 | 4        |
| 5        | 11       | Sam Bird            | Russian Time         | 1:44,598 | 8[1]     |
| 6        | 6        | Mitch Evans         | Arden International  | 1:44,618 | 5        |
| 7        | 17       | Rio Haryanto        | Barwa Addax Team     | 1:44,681 | 6        |
| 8        | 24       | René Binder         | Venezuela GP Lazarus | 1:44,687 | 7        |
| 9        | 19       | Simon Trummer       | Rapax                | 1:44,692 | 9        |
| 10       | 12       | Tom Dillmann        | Russian Time         | 1:44,731 | 10       |
| 11       | 7        | Julián Leal         | Racing Engineering   | 1:44,732 | 11       |
| 12       | 14       | Sergio Canamasas    | Caterham Racing      | 1:44,761 | 12       |
| 13       | 1        | Marcus Ericsson     | DAMS                 | 1:44,766 | 13       |
| 14       | 5        | Johnny Cecotto, Jr. | Arden International  | 1:44,788 | kiz[2]   |
| 15       | 26       | Adrian Quaife-Hobbs | MP Motorsport        | 1:45,191 | 14       |
| 16       | 2        | Stéphane Richelmi   | DAMS                 | 1:45,262 | 15       |
| 17       | 22       | Conor Daly          | Hilmer Motorsport    | 1:45,289 | 16       |
| 18       | 20       | Nathanaël Berthon   | Trident Racing       | 1:45,378 | 17       |
| 19       | 21       | Kevin Ceccon        | Trident Racing       | 1:45,491 | 18       |
| 20       | 15       | Ma Qinghua          | Caterham Racing      | 1:45,497 | 19       |
| 21       | 27       | Daniël de Jong      | MP Motorsport        | 1:45,522 | 20       |
| 22       | 4        | Daniel Abt          | ART Grand Prix       | 1:45,593 | 21       |
| 23       | 10       | Jolyon Palmer       | Carlin               | 1:45,662 | 22       |
| 24       | 16       | Jake Rosenzweig     | Barwa Addax Team     | 1:45,662 | 23       |
| 25       | 23       | Pål Varhaug         | Hilmer Motorsport    | 1:45,830 | 24       |
| 26       | 19       | Kevin Giovesi       | Venezuela GP Lazarus | 1:45,985 | 25       |

Megjegyzés
- ↑ 1:  - Sam Bird három helyes rajtbüntetést kapott, mert akadályozta Johnny Cecottot az utolsó időmérő körén.[3]
- ↑ 2:  – Cecottot kizárták az időmérőről, mert leszorította a pályáról Sam Birdöt, amit a versenybírók "elfogadhatatlan reakciónak" minősítettek.[3]

## Főverseny
| Helyezés                                                         | Rajtszám | Versenyző           | Csapat               | Futott kör | Idő/Kiesés oka | Rajthely | Pont      |
| ---------------------------------------------------------------- | -------- | ------------------- | -------------------- | ---------- | -------------- | -------- | --------- |
| 1                                                                | 8        | Fabio Leimer        | Racing Engineering   | 31         | 57:49,385      | 4        | 25        |
| 2                                                                | 3        | James Calado        | ART Grand Prix       | 31         | +2,045         | 2        | 18        |
| 3                                                                | 18       | Stefano Coletti     | Rapax                | 31         | +11,271        | 1        | 19 (15+4) |
| 4                                                                | 9        | Felipe Nasr         | Carlin               | 31         | +12,810        | 3        | 12        |
| 5                                                                | 7        | Julián Leal         | Racing Engineering   | 31         | +28,837        | 11       | 10        |
| 6                                                                | 10       | Jolyon Palmer       | Carlin               | 31         | +34,209        | 22       | 8         |
| 7                                                                | 11       | Sam Bird            | Russian Time         | 31         | +41,183        | 8        | 8 (6+2)   |
| 8                                                                | 2        | Stéphane Richelmi   | DAMS                 | 31         | +58,941        | 15       | 4         |
| 9                                                                | 19       | Simon Trummer       | Rapax                | 31         | +1:02,853      | 9        | 2         |
| 10                                                               | 6        | Mitch Evans         | Arden International  | 31         | +1:13,730      | 6        | 1         |
| 11                                                               | 24       | René Binder         | Venezuela GP Lazarus | 31         | +1:16,137      | 7        |           |
| 12                                                               | 5        | Johnny Cecotto, Jr. | Arden International  | 31         | +1:18,357      | 26       |           |
| 13                                                               | 22       | Conor Daly          | Hilmer Motorsport    | 31         | +1:20,096      | 17       |           |
| 14                                                               | 12       | Tom Dillmann        | Russian Time         | 31         | +1:21,812      | 10       |           |
| 15                                                               | 23       | Pål Varhaug         | Hilmer Motorsport    | 31         | +1:23,754      | 24       |           |
| 16                                                               | 25       | Kevin Giovesi       | Venezuela GP Lazarus | 31         | +1:35,775      | 25       |           |
| 17                                                               | 21       | Kevin Ceccon        | Trident Racing       | 31         | +1:37,928      | 18       |           |
| 18                                                               | 16       | Jake Rosenzweig     | Barwa Addax          | 31         | +1:43,252      | 23       |           |
| 19                                                               | 14       | Sergio Canamasas    | Caterham Racing      | 31         | +2:00,257      | 12       |           |
| 20                                                               | 17       | Rio Haryanto        | Barwa Addax          | 30         | +1 kör         | 7        |           |
| 21                                                               | 15       | Ma Qinghua          | Caterham Racing      | 30         | +1 kör         | 19       |           |
| Ki                                                               | 20       | Nathanaël Berthon   | Trident Racing       | 19         |                | 17       |           |
| Ki                                                               | 4        | Daniel Abt          | ART Grand Prix       | 9          |                | 21       |           |
| Ki                                                               | 27       | Daniël de Jong      | MP Motorsport        | 3          |                | 20       |           |
| Ki                                                               | 26       | Adrian Quaife-Hobbs | MP Motorsport        | 3          |                | 14       |           |
| Ki                                                               | 1        | Marcus Ericsson     | DAMS                 | 0          |                | 13       |           |
| Leggyorsabb kör: Sam Bird (Russian Time) – 1:48,777 (16. körben) |          |                     |                      |            |                |          |           |

## Sprintverseny
| Helyezés                                                         | Rajtszám | Versenyző           | Csapat               | Futott kör | Idő/Kiesés oka | Rajthely | Pont      |
| ---------------------------------------------------------------- | -------- | ------------------- | -------------------- | ---------- | -------------- | -------- | --------- |
| 1                                                                | 18       | Stefano Coletti     | Rapax                | 22         | 40:49,455      | 6        | 16 (15+1) |
| 2                                                                | 9        | Felipe Nasr         | Carlin               | 22         | +0,832         | 5        | 12        |
| 3                                                                | 6        | Mitch Evans         | Arden International  | 22         | +8,358         | 10       | 10        |
| 4                                                                | 2        | Stéphane Richelmi   | DAMS                 | 22         | +11,935        | 1        | 8         |
| 5                                                                | 5        | Johnny Cecotto, Jr. | Arden International  | 22         | +15,874        | 12       | 6         |
| 6                                                                | 19       | Simon Trummer       | Rapax                | 22         | +17,072        | 9        | 4         |
| 7                                                                | 22       | Conor Daly          | Hilmer Motorsport    | 22         | +17,479        | 13       | 2         |
| 8                                                                | 24       | René Binder         | Venezuela GP Lazarus | 22         | +23,726        | 11       | 1         |
| 9                                                                | 10       | Jolyon Palmer       | Carlin               | 22         | +24,326        | 3        |           |
| 10                                                               | 25       | Kevin Giovesi       | Venezuela GP Lazarus | 22         | +29,020        | 16       |           |
| 11                                                               | 12       | Tom Dillmann        | Russian Time         | 22         | +30,522        | 14       |           |
| 12                                                               | 8        | Fabio Leimer        | Racing Engineering   | 22         | +30,802        | 8        |           |
| 13                                                               | 1        | Marcus Ericsson     | DAMS                 | 22         | +31,342        | 26       |           |
| 14                                                               | 27       | Daniël de Jong      | MP Motorsport        | 22         | +32,391        | 24       |           |
| 15                                                               | 14       | Sergio Canamasas    | Caterham Racing      | 22         | +35,336        | 19       |           |
| 16                                                               | 4        | Daniel Abt          | ART Grand Prix       | 22         | +36,339        | 23       |           |
| 17                                                               | 26       | Adrian Quaife-Hobbs | MP Motorsport        | 22         | +37,033        | 25[1]    |           |
| 18                                                               | 17       | Rio Haryanto        | Barwa Addax          | 22         | +43,468        | 20       |           |
| 19                                                               | 23       | Pål Varhaug         | Hilmer Motorsport    | 22         | +46,092        | 15       |           |
| 20                                                               | 16       | Jake Rosenzweig     | Barwa Addax          | 22         | +51,244        | 18       |           |
| 21                                                               | 20       | Nathanaël Berthon   | Trident Racing       | 22         | +53,777        | 22       |           |
| 22                                                               | 21       | Kevin Ceccon        | Trident Racing       | 21         | +1 kör         | 17       |           |
| Ki                                                               | 11       | Sam Bird            | Russian Time         | 0          |                | 2        |           |
| Ki                                                               | 7        | Julián Leal         | Racing Engineering   | 0          |                | 4        |           |
| Ki                                                               | 3        | James Calado        | ART Grand Prix       | 0          |                | 7        |           |
| Ni                                                               | 15       | Ma Qinghua          | Caterham Racing      | 0          | nem indult[2]  |          |           |
| Leggyorsabb kör: Stefano Coletti (Rapax) – 1:48,777 (16. körben) |          |                     |                      |            |                |          |           |

Megjegyzés
- ↑ 1:  Adrian Quaife-Hobbs 25 másodperces időbüntetést kapott a főversenyen okozott elkerülhető ütközés miatt, a sprintversenyt pedig a 25. helyről kezdhette meg.[4]
- ↑ 2:  Ma Qinghua rossz egészségi állapota miatt kihagyta a sprintversenyt.[5]